# Badnjevac (Batočina)
Pour les articles homonymes, voir Badnjevac.
Badnjevac (en serbe cyrillique : Бадњевац) est une localité de Serbie située dans la municipalité de Batočina, district de Šumadija. Au recensement de 2011, elle comptait 1 084 habitants.
Badnjevac est officiellement classé parmi les villages de Serbie.

## Démographie

### Évolution historique de la population
| 1948  | 1953  | 1961  | 1971  | 1981  | 1991  | 2002  | 2011  |
| ----- | ----- | ----- | ----- | ----- | ----- | ----- | ----- |
| 1 527 | 1 547 | 1 620 | 1 478 | 1 413 | 1 272 | 1 165 | 1 084 |

|  |